# Massensuizid in Demmin

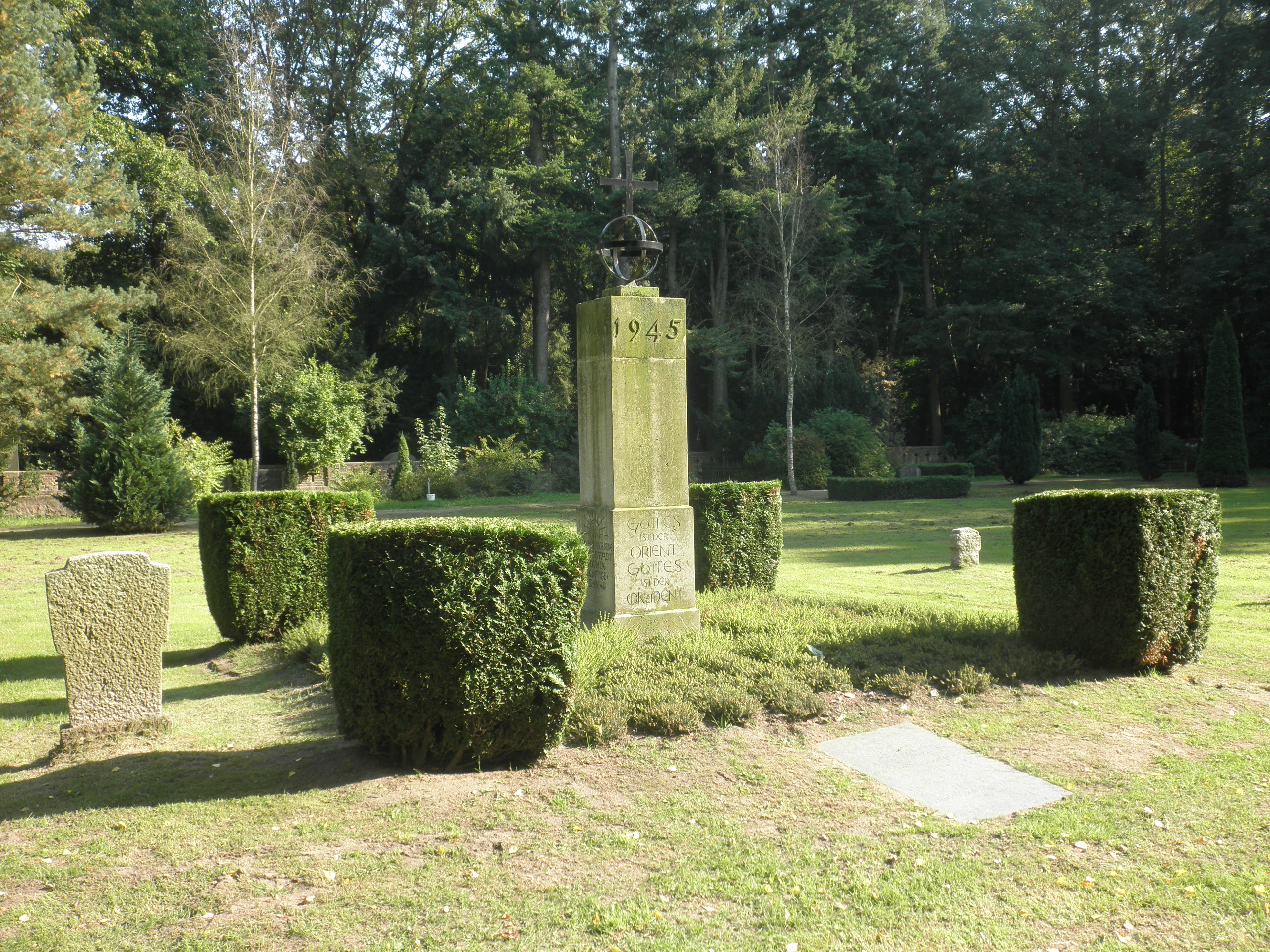
Denkmal über Massengrab auf Demminer Friedhof

Der Massensuizid von Demmin war eine Massenselbsttötung einschließlich erweiterter Suizide von mehreren hundert bis über eintausend Zivilisten, die sich in der pommerschen Kleinstadt Demmin zwischen dem 30. April und dem 4. Mai 1945 ereignete, als die Rote Armee kurz vor Ende des Zweiten Weltkriegs den Ort einnahm.

## Beschreibung

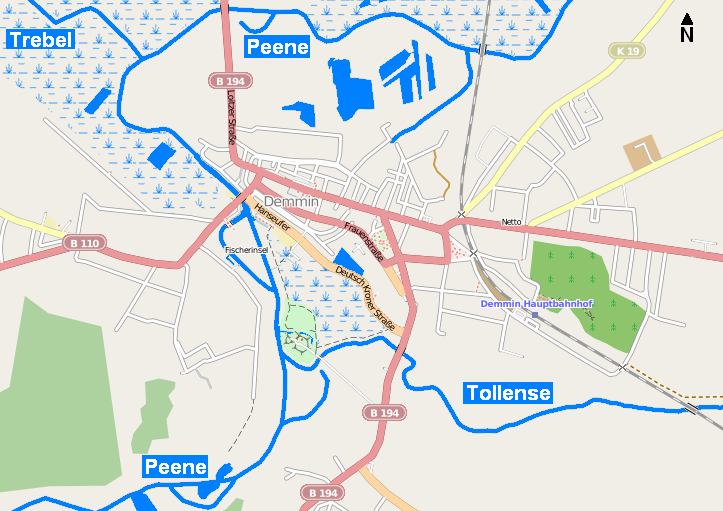
Lageplan von Demmin mit den drei Brücken

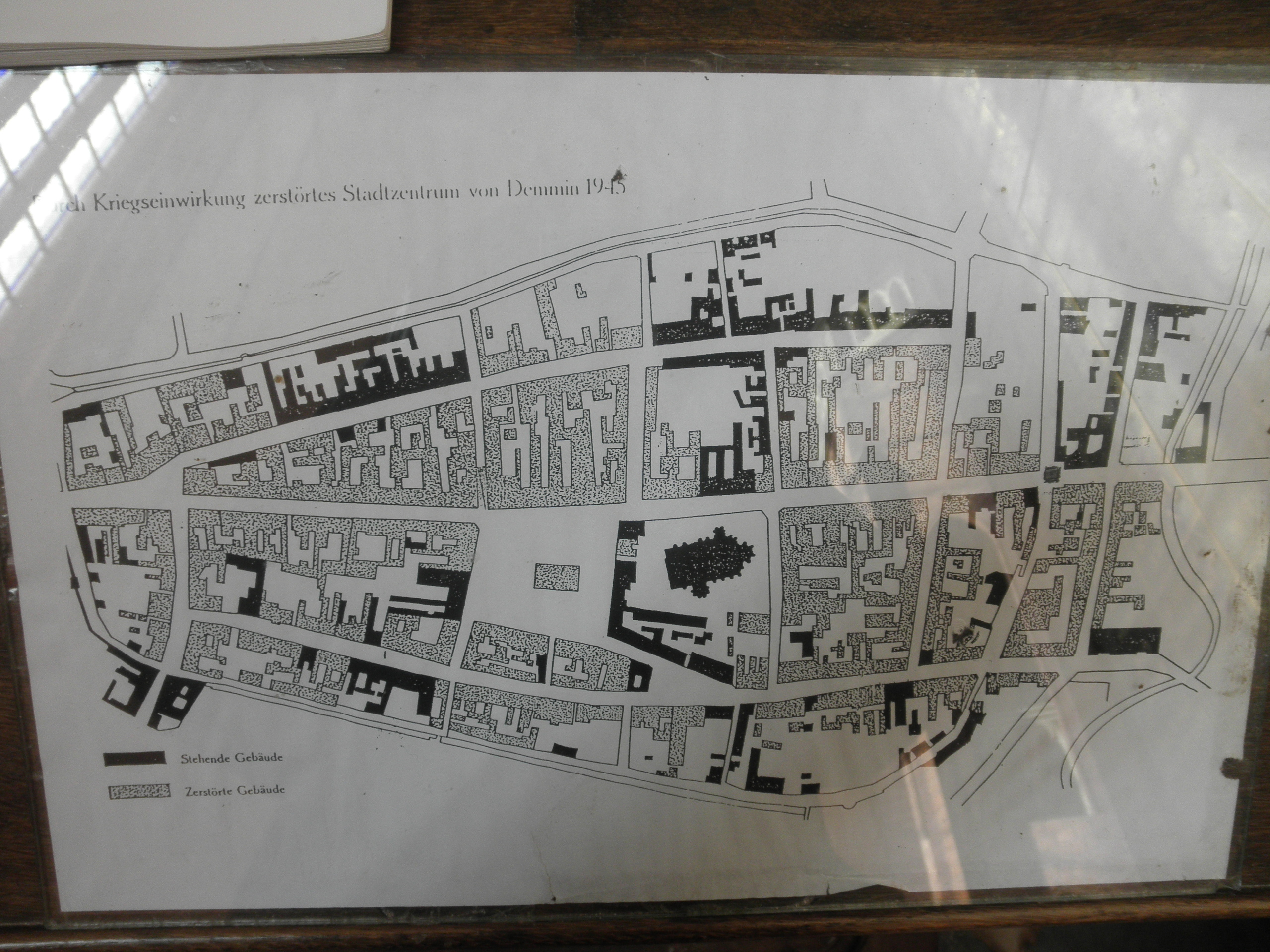
Im Mai 1945 zerstörte Fläche (grau) in Demmin (Ausstellung Kirche)

### Eroberung Demmins
Seit dem 25. April 1945 war die 65. Armee der Zweiten Weißrussischen Front von Stettin aus unterwegs mit dem Ziel, innerhalb von 14 Tagen das deutsche Territorium nördlich von Berlin zu erobern.
Die Wehrmacht zog sich in den letzten Tagen des April 1945 aus Demmin zurück. Mit dem Militär setzten sich auch der Bürgermeister, der Landrat, die Polizei und Funktionäre der NSDAP Richtung Westen ab. In Demmin hielten sich zu dieser Zeit neben den etwa 15.000 Einwohnern noch mehrere tausend Flüchtlinge aus Hinterpommern, Ost- und Westpreußen auf.
Am Morgen des 30. April 1945 sprengte die Wehrmacht in Demmin die beiden Brücken über die Peene, die Kahldenbrücke im Westen und die Meyenkrebsbrücke im Norden der Stadt, sowie eine Brücke über die Tollense am südlichen Stadtrand. Gegen Mittag erreichte eine erste Panzerbrigade der Roten Armee, begleitet von etwa 400 Infanteristen, den Süden der Stadt und staute sich vor der gesprengten Tollensebrücke. Sowjetische Pioniere begannen mit dem Bau einer Behelfsbrücke. Wenig später stieß eine weitere Panzerbrigade der Sowjets von Osten her in Richtung Stadtmitte vor. Am frühen Nachmittag des 30. April hatten die sowjetischen Truppen die Stadt ohne größere Kampfhandlungen eingenommen. Die beiden Panzerbrigaden der 65. Armee sollten nun die deutschen Truppen auf ihrem Weg nach Rostock weiter verfolgen, doch an den beiden zerstörten Peene-Brücken endete ihr Vorstoß, so dass sich hunderte sowjetische Soldaten und deren Kriegsgerät in der Stadt stauten. Es musste zunächst eine Behelfsbrücke über die Peene gebaut werden.
Die in der Stadt festsitzenden sowjetischen Soldaten zogen marodierend und plündernd durch die Straßen, auf der Suche nach Alkohol und Wertgegenständen. Es gibt Berichte über deutsche Amoktäter, die aus ihren Häusern heraus gezielt auf sowjetische Soldaten schossen, ehe sie Suizid begingen. Unzählige Frauen und Mädchen wurden vergewaltigt, sie konnten überall und jederzeit Opfer der Exzesse der Soldaten werden. Dies war u. a. ein Racheakt für die Mitvergiftung eingeladener sowjetischer Offiziere in der Adler-Apotheke der Familie Müller, die sich auf diese Weise das Leben nahm. Einer der Offiziere verstarb nach der Einnahme vergifteter Getränke.
In der Nacht zum 1. Mai 1945 brannten in Demmin die ersten Häuser; die Ursachen und Urheber der Brände stehen nicht zweifelsfrei fest. Zwei Drittel der Stadt brannten nieder.

„Weil die sowjetischen Einheiten nicht wie geplant weiterziehen konnten, waren sie am Vorabend des 1. Mai immer noch in Demmin – und nun in gefährlich wütender Feierlaune. ‚Hunderte von Soldaten schwärmten aus auf der Suche nach Uhren, nach Schmuck, nach Schnaps, nach Frauen, nach Spaß und Lust und Gewalt‘, schreibt Huber. Häuser wurden angesteckt, bald brannten große Teile der Altstadt, und die Schreie von vergewaltigten Frauen drangen durch die Nacht. Am 2. Mai erreichte die Selbstmordwelle ihren Gipfel.“

### Selbsttötungen in Demmin
In der Zeit vom 30. April bis zum 3. Mai 1945 gab es in Demmin unzählige Menschen, die sich selbst und andere im Rahmen eines erweiterten Suizids töteten. Menschen erhängten, vergifteten, erschossen sich oder schnitten sich die Pulsadern auf. Die meisten töteten sich und andere durch Ertränken in den drei stadtnahen Flüssen.
Wie viele Menschen sich und andere in diesen Tagen töteten, ist nicht exakt zu klären. Ein Anhaltspunkt für die Anzahl der Opfer stellt die von Marga Behnke, der Tochter des Friedhofsgärtners, in der Zeit vom 6. Mai bis zum 15. Juli 1945 erstellte Liste dar, in der sie mehr als 400 Selbstmorde aufführte. Ein im November 1945 vom Landrat des Kreises Demmin herausgegebener Tätigkeitsbericht nannte eine Zahl von 700 durch Selbstmord zu Tode gekommene Einwohner. Zeitzeugen nannten in späteren Schätzungen, die einzig auf Eindrücken und Hörensagen beruhten, immer neue und teilweise deutlich höhere Zahlen. Der Zeitzeuge, der spätere Pfarrer Norbert Buske, der 1995 einige dieser Berichte in seinem Buch Das Kriegsende in Demmin 1945 sammelte, geht von mindestens 1000 Selbsttötungen aus. Auch die Dauerausstellung in der Stadtkirche St. Bartholomaei nennt diese Größenordnung: „Die Zahl der Toten addiert sich auf weit über eintausend.“ „Das Demminer Regionalmuseum kam schließlich 2013 auf Basis der damaligen Sterbebücher und Aufzeichnungen des Demminer Friedhofs zu einer vorsichtigen Schätzung von 500 gesicherten Todesfällen im Zuge des Massensuizids in Demmin und verwies auf eine erhebliche Dunkelziffer.“
Aus welchen Motiven die einzelnen sich selbst oder andere im Rahmen eines erweiterten Suizids töteten, kann nicht festgestellt werden. Ein Motiv kann die Angst vor der Rache und den Übergriffen der sowjetischen Soldaten gewesen sein. Zum einen kursierten Gerüchte und Nachrichten über die exzessive Gewalt russischer Soldaten gegen die Zivilbevölkerung; diese Stimmung wurde durch die nationalsozialistische Propaganda noch geschürt. Zum anderen waren in Demmin tatsächlich viele Frauen Opfer von Vergewaltigungen durch Sowjetsoldaten geworden. Andere Motive können Verzweiflung und Scham oder ideologische Schuld gewesen sein angesichts des bevorstehenden militärischen Sieges der alliierten Truppen. Eine Demminer Lehrerin notierte am 1. Mai 1945 in ihr Tagebuch: „Freitote, am Sinn des Lebens irre geworden“.
Bei dem Geschehen in Demmin handelt es sich vermutlich um den größten Massenselbstmord der deutschen Geschichte.

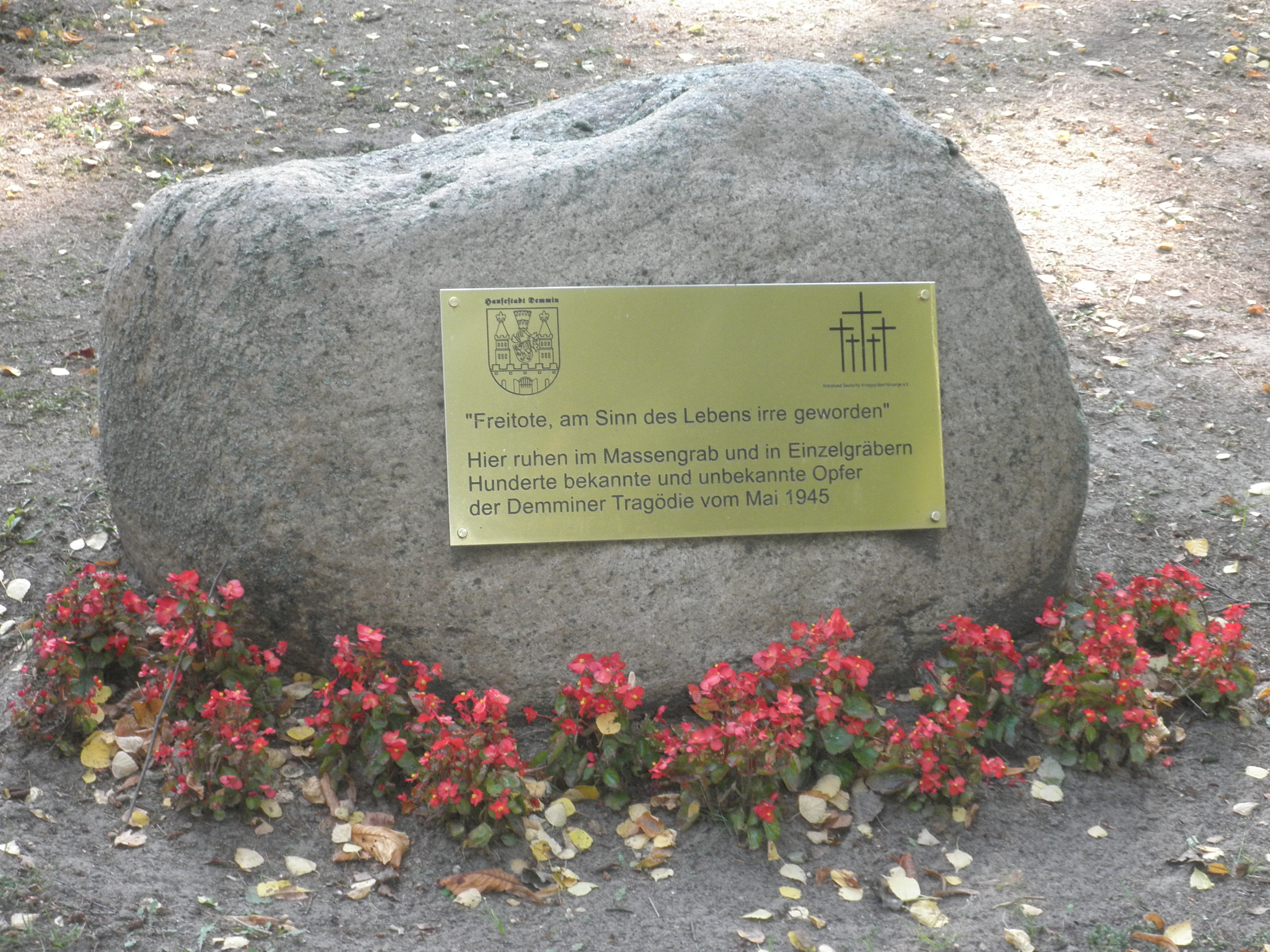
Findling auf ev. Friedhof in Demmin mit Gedenkplakette der Hansestadt Demmin und dem Volksbund Deutsche Kriegsgräberfürsorge

„Freitote, am Sinn des Lebens irre geworden – Hier ruhen im Massengrab und in Einzelgräbern Hunderte bekannte und unbekannte Opfer der Demminer Tragödie vom Mai 1945“

## Historischer Kontext
Im Zuge der militärischen Niederlage Deutschlands kam es im gesamten Reichsgebiet zu einer Welle von Selbsttötungen, unter denen der Massensuizid in Demmin als mutmaßlich größter gilt. Bereits nach der Niederlage der deutschen Wehrmacht in der Schlacht von Stalingrad im Februar 1943 hatte es eine erste große Welle von Selbsttötungen gegeben. Allein die Wehrmacht registrierte in den Wochen danach über 2000 Suizide von Soldaten. Auch unter der Zivilbevölkerung häuften sich entsprechende Berichte. Offizielle Zahlen liegen jedoch nicht vor, da deren Veröffentlichung mit Kriegsbeginn 1939 eingestellt worden war. Nach der Landung der Alliierten in der Normandie im Sommer 1944 hatte vor allem die Luftwaffe erneut einen erheblichen Anstieg der Suizide und Suizidversuche registriert. Nach dem in der nationalsozialistischen Propaganda instrumentalisierten Massaker von Nemmersdorf weitete sich dies zu einer „Epidemie aus, die von Ostpreußen ausgehend bald den gesamten Zusammenbruch des Dritten Reiches flächendeckend begleitete.“ Innerhalb kurzer Zeit erlosch das gesellschaftliche Verbot des Suizid: „Das Tabu war gefallen.“ Selbsttötungen wurden ein „zwingendes Begleitphänomen der finalen Kämpfe um das Dritte Reich.“ Die Welle der Selbsttötungen folgte dem Frontverlauf, ging ihm mitunter auch voraus. In den westlichen Landesteilen, die von den amerikanischen und britischen Truppen eingenommen wurden, kam es nicht zu „ähnlich ausufernden Massensuiziden“ wie in den Gebieten, in die die Rote Armee vorrückte. Jedoch registrierten auch in Oberbayern die Behörden zwischen April und Mai 1945 eine Verzehnfachung der Selbsttötungen im Vergleich zu den Vorjahren. Auch in Nordbaden und Bremen wurde für das Jahr 1945 ein steiler Anstieg der Suizidrate festgestellt.
Der deutsche Historiker Florian Huber sieht in der „Selbstmordepidemie“ „eine Antwort auf den emotionalen Untergang“, der den Zusammenbruch des Nationalsozialismus begleitet habe: „Die Selbstmordwelle war der extreme Ausdruck einer Sinnleere und eines Schmerzes, in den sich die Menschen angesichts von Irrtum, Niederlage, Demütigung, Verlust, Scham, persönlichem Leid und Vergewaltigung geworfen sahen.“
In Friedland und Neustrelitz kam es zu ähnlichen Selbstmordwellen mit mehreren hundert Toten.

## Rezeption

### Film
In dem 2017 erschienenen Dokumentarfilm von Martin Farkas Über Leben in Demmin kamen Zeitzeugen der Ereignisse zu Wort.
Eine Zeitzeugin (* 1935) erzählte 2020 für die ARD-Dokumentation Kinder des Krieges und das Nordmagazin im NDR Fernsehen 2020 – 75 Jahre nach dem Massensuizid – die Geschichte ihres Traumas.
Der Dokumentarfilm Demminer Gesänge (2023) von Hans Jürgen Syberberg nimmt Bezug auf die Geschichte des Ortes Demmin. Der Film dokumentiert die Versuche, von Syberberg in den letzten Jahrzehnten, selbst in Form von künstlerischen Interventionen vor Ort angestoßen, den zentralen Marktplatz als Gemeinschaftsort zu reanimieren.

### Roman
Verena Keßler thematisiert in ihrem 2020 veröffentlichten Roman Die Gespenster von Demmin die historischen Geschehnisse.
Trude Teige thematisiert die historischen Geschehnisse in ihrem 2015 veröffentlichten Roman Als Großmutter im Regen tanzte, um eine junge Norwegerin, die 1945 einen deutschen Besatzer heiratet und nichtsahnend mit ihm in seinen Heimatort Demmin geht.

## Einzelbelege
1. 1 2 3 4 5 6 7 8 9 10 11 12 13  Florian Huber: Kind, versprich mir, dass du dich erschießt – Der Untergang der kleinen Leute 1945. Hrsg.: Bundeszentrale für die politische Bildung. 4. Auflage. Berlin Verlag, Berlin 2015, ISBN 978-3-8389-0610-2, Teil I Vier Tage in Demmin.
2. 1 2 3 4  Gisela Zimmer: "Am Sinn des Lebens irre geworden" – Kriegsende in Demmin. In: ndr.de. Abgerufen am 9. Januar 2022.
3. 1 2 3 4 5  Axel Büssem: Der Massenselbstmord von Demmin. In: stern.de. 2. Mai 2005, abgerufen am 10. Januar 2022.
4. ↑  Robert Vernier: Tragödie an der Peene. In: focus.de. 14. Oktober 2016, abgerufen am 10. Januar 2022 (Artikel ursprünglich erschienen in: Focus Magazin Nr. 19/1995).
5. ↑  Elke Scherstjanoi: Die Einnahme der Stadt Demmin durch die Rote Armee am 30. April 1945. In: Das Kriegsende in Demmin. Umgang mit einem schwierigen Erbe. Demminer Regionalmuseum, Demmin 2013, ISBN 978-3-00-041820-4, S. 27–48.
6. ↑  „Der erste Russe wurde um fünf nach elf vor dem roten Krankenhaus erschossen“, erzählt der Demminer Uhrmacher Rolf-Dietrich Schultz. Damals, mit neun Jahren, ist er von einem Keller in der Treptower Straße aus Augenzeuge. Der Amokschütze ist offenbar Studienrat Gerhard Moldenhauer. Der NSDAP-Mitläufer hatte einer Nachbarin erklärt: „Ich habe eben meine Frau und meine Kinder erschossen, nun will ich noch ein paar Russen umlegen.“ Ein Scharmützel gab es auch am Luisentor. Das alte Stadttor, zuletzt Treffpunkt der Hitlerjungen, beschossen die Russen mit Panzergranaten. Dann herrschte – zunächst – Ruhe. Die Exzesse begannen noch am Abend. (Vernier, Robert: „Tragödie an der Peene“, Focus (8. Mai 1995) Die letzten Kriegstage – Tragödie an der Peene (Memento des Originals vom 24. September 2015 im Internet Archive)  Info: Der Archivlink wurde automatisch eingesetzt und noch nicht geprüft. Bitte prüfe Original- und Archivlink gemäß Anleitung und entferne dann diesen Hinweis..)
7. ↑  Es gab Fanatiker, die auf vorbeiziehende Russen schossen, die sich das auch vorgenommen hatten. Ich nehme den Studienrat Gerhard Moldenhauer, der seiner Nachbarin sagte: ‚Ich habe eben meine Familie getötet, jetzt lege ich noch einige Russen um und dann scheide ich selbst aus dem Leben.’ Und so hat er das auch gemacht, und hat hiermit eine Schuld auf sich geladen, die nun nach sowjetischem Kriegsrecht dazu führte, dass Demmin drei Tage zur Plünderung freigegeben wurde. Demmin ist drei Tage zur Plünderung freigegeben und das bedeutete, wir zünden die Stadt an und wir üben hier das Kriegsrecht aus. (Gisela Zimmer: Kriegsende in Demmin, NDR-Sendung, online-version)
8. 1 2  Beate Lakotta: Tief vergraben, nicht dran rühren. In: SPIEGEL special. Nr. 2/2005, 2005, S. 218–221 (spiegel.de [PDF]).
9. ↑  Zsgest. und bearb. von Heinz-Gerhard Quadt: Demmin – wie es früher war. Band 1. Wartberg Verlag, Gudensberg-Gleichen 1993, ISBN 3-86134-118-2, S. 19.
10. ↑  Elke Scherstjanoi: Die Einnahme der Stadt Demmin durch die Rote Armee am 30. April 1945. In: Das Kriegsende in Demmin. Umgang mit einem schwierigen Erbe. Demminer Regionalmuseum, Demmin 2013, ISBN 978-3-00-041820-4, S. 44.
11. ↑  Sybille Marx: Als eine Selbstmordwelle durch Deutschland zog, Evangelische Zeitung, 29. April 2015
12. 1 2 3  Jan N. Lorenzen, Siv Stippekohl: Massensuizid in Demmin: "Wir wollten noch leben!" In: ndr.de. 14. April 2021, abgerufen am 13. Januar 2022.
13. 1 2 3  Florian Huber: Kind, versprich mir, dass du dich erschießt – Der Untergang der kleinen Leute 1945. Hrsg.: Bundeszentrale für politische Bildung. 4. Auflage. Berlin Verlag, Berlin 2015, ISBN 978-3-8389-0610-2, Teil II Demmin ist überall.
14. ↑  Dauerausstellung Das Kriegsende in Demmin in der Kirche St. Bartholomaei
15. ↑  Florian Huber: Kind versprich mir, dass du dich erschießt. Der Untergang der kleinen Leute 1945. Berlin Verlag, 4. Auflage 2015, S. 137.
16. ↑  Martin H. Geyer: Die Nachkriegszeit als Gewaltzeit. Ausnahmezustände nach dem Ende des Zweiten Weltkrieges | APuZ. Bundeszentrale für politische Bildung, 17. Januar 2020, abgerufen am 15. Januar 2022.
17. ↑  Florian Huber: Kind versprich mir, dass du dich erschießt, Der Untergang der kleinen Leute 1945. Berlin Verlag, 2015, S. 136.
18. ↑  Florian Huber: Kind versprich mir, dass du dich erschießt, Der Untergang der kleinen Leute 1945. Berlin Verlag, 2015, S. 86.
19. ↑  Nur für das Jahr 1940 sind parteiinterne Zahlen überliefert, denen zufolge die Zahl der Selbsttötungen parallel zu den militärischen Siegen deutlich zurückging. Florian Huber: Kind versprich mir, dass du dich erschießt, Der Untergang der kleinen Leute 1945. Berlin Verlag, 2015, S. 135.
20. ↑  Florian Huber: Kind versprich mir, dass du dich erschießt, Der Untergang der kleinen Leute 1945. Berlin Verlag, 2015, S. 86, 89f, 92.
21. ↑  Florian Huber: Kind versprich mir, dass du dich erschießt, Der Untergang der kleinen Leute 1945. Berlin Verlag, 2015, S. 106, 111.
22. ↑  Florian Huber: Kind versprich mir, dass du dich erschießt, Der Untergang der kleinen Leute 1945. Berlin Verlag, 2015, S. 106, 253f.
23. ↑  Bayerischer Rundfunk: Apokalypse 1945: Die 1.000 Selbstmorde von Demmin – Tatort Geschichte – True Crime meets History. Abgerufen am 30. Januar 2025.
24. ↑  ndr.de: Massensuizid in Demmin: "Wir wollten noch leben!"
25. ↑  ardmediathek.de:  (Nicht mehr abrufbar am 5. April 2025.)
26. ↑  Anna Bitter: Demminer Gesänge. 27. September 2023, abgerufen am 22. Oktober 2024.